# Контракційна гіпотеза
Контракційна гіпотеза (рос. контракционная гипотеза,англ. contractional hypothesis; hypothesis of contracting Earth; нім. Kontraktionstheorie f, Kontraktionshypothese f) — концепція, за якою складчастість шарів гірських порід і горотворення протікають внаслідок охолодження Землі та зменшення її об'єму, радіусу і площі земної поверхні.
Найбільше розповсюдження отримала в кінці XIX — на початку XX ст.
Сьогодні тектоніка плит успішно пояснила всі основні факти і зайняла місце сучасної парадигми в геологічних науках.
Однак і сьогодні до контракційної гіпотези можуть звертатися для пояснення рельєфу Меркурія і Місяця.